# Cygate
Cygate AB är ett företag som sedan 2006 är helägt av Telia Company (fram till april 2016 benämnt Telia SoneraB). Företaget är verksamt inom IT-infrastruktur och tillhandahåller konsultation, drift och förvaltning inom informationsteknik. Huvudkontoret finns i Stockholm, och verksamhet bedrivs på flera orter i Sverige och Finland. Bolaget hade en omsättning på 3 665 513 kronor under 2023, samt 581 anställda i december samma år.